# Mia Kilburg
Mia Kilburg (nacida Mia Manganello, Fort Walton Beach, 27 de octubre de 1989) es una deportista estadounidense que compite en patinaje de velocidad sobre hielo y ciclismo en ruta.
Participó en dos Juegos Olímpicos de Invierno, obteniendo una medalla de bronce en Pyeongchang 2018, en la prueba de persecución por equipos (junto con Heather Bergsma, Brittany Bowe y Carlijn Schoutens), y el cuarto lugar en Pekín 2022 (salida en grupo).
Ganó una medalla de bronce en el Campeonato Mundial de Patinaje de Velocidad sobre Hielo en Distancia Individual de 2023, en persecución por equipos.
Además, compite profesionalmente en ciclismo en ruta, corriendo para el equipo DNA Pro Cycling entre los años 2020 y 2022.

## Palmarés internacional
| Juegos Olímpicos                           | Juegos Olímpicos            | Juegos Olímpicos  | Juegos Olímpicos        |
| Año                                        | Lugar                       | Medalla           | Prueba                  |
| ------------------------------------------ | --------------------------- | ----------------- | ----------------------- |
| 2018                                       | Pyeongchang (Corea del Sur) | Medalla de bronce | Persecución por equipos |
| Campeonato Mundial en Distancia Individual |                             |                   |                         |
| Año                                        | Lugar                       | Medalla           | Prueba                  |
| 2023                                       | Heerenveen (Países Bajos)   | Medalla de bronce | Persecución por equipos |